# بو مدين (تبن)

تعديل مصدري - تعديل

بو مدين هي إحدى قرى عزلة الحوطة بمديرية تبن التابعة لمحافظة لحج، بلغ تعداد سكانها 811 نسمة حسب تعداد اليمن لعام 2004.